# Montefrío
Montefrío è un comune spagnolo di 6 453 abitanti situato nella comunità autonoma dell'Andalusia.